# پورت ونتورث (جورجیا)
پورت ونتورث، جورجیا (به انگلیسی: Port Wentworth, Georgia) یک شهر در ایالات متحده آمریکا با جمعیت ۵٬۳۵۹ نفر است که در جورجیا واقع شده‌است.

## موقعیت جغرافیایی
موقعیت جغرافیایی شهرها و مناطق اطراف به شرح زیر است: